# Гусаровский сельский совет (Барвенковский район)
Гусаровский сельский совет — входит в состав Изюмского района Харьковской области Украины.
Административный центр сельского совета находится в селе Гусаровка.

## История
- 1923 — дата образования.

## Населённые пункты совета
- село Гусаровка
- село Василевка Вторая
- село Василевка Первая
- село Веселое
- село Маяк
- село Никополь
- село Новопавловка
- село Александровка